# Dan Verbina
Dan Verbina (n. 15 mai 1960, Comuna Crișan, Tulcea) este un fost deputat român în legislatura 1992-1996 și în legislatura 2000-2004, ales în județul Tulcea pe listele partidului PDSR. În 2001, Dan Verbina a devenit memru PSD. În legislatura 1992-1996, Dan Verbina a fost validat pe data de 18 mai 1993, când l-a înlocuit pe deputatul Cristian-Traian Ionescu. În cadrul activității sale parlamentare, în legislatura 2000-2004, Dan verbina a fost membru în grupurile parlamentare de prietenie cu Republica Islamică Pakistan, Republica Azerbaidjan și Georgia.
Dan Verbina a fost primar în comuna sa natală.